# برایتوالتون
برایتوالتون (به انگلیسی: Brightwalton) یک روستا و محله مدنی در بریتانیا است که در بارکشر غربی واقع شده‌است. برایتوالتون ۸٫۴۵ کیلومتر مربع مساحت و ۳۶۶ نفر جمعیت دارد.